# Ryžoviště (okres Bruntál)
Ryžoviště (též nesprávně Rýžoviště, dříve Brunzejf, německy Braunseifen) je obec ležící v jižní části okrese Bruntál. Žije zde 587 obyvatel. Ryžoviště leží v nadmořské výšce 595 m a je součástí rýmařovského regionu v severním podhůří Nízkého Jeseníku.
Ve znaku je ryba v síti, pokosem směřující hlavou do levého horního rohu. V roce 2001 byl vysvěcen obecní prapor.

## Název
Původní jméno Brunseif(en) (v nejstarší podobě Brunsif) znamená "Brunovo rýžoviště" (potok, kde se rýžuje zlato). Jméno v základu pravděpodobně odkazuje na olomouckého biskupa Bruna ze Schauenburka. První část jména vsi byla časem v němčině spojována s braun ("hnědý"), proto se od 17. století psalo Braunseif(en). Dnešní české jméno vzniklo po druhé světové válce částečným překladem německého jména.

## Historie
První písemná zmínka o obci pochází z roku 1317. V letech 1869–1880 a 1910 se obec nazývala Brunseif či Brunzeif, mezi roky 1890 a 1955 Brunzejf.

### Vývoj počtu obyvatel
Počet obyvatel Ryžoviště podle sčítání nebo jiných úředních záznamů:
| Rok            | 1869 | 1880 | 1890 | 1900 | 1910 | 1921 | 1930 | 1950 | 1961 | 1970 | 1980 | 1991 | 2001 |
| -------------- | ---- | ---- | ---- | ---- | ---- | ---- | ---- | ---- | ---- | ---- | ---- | ---- | ---- |
| Počet obyvatel | 2714 | 2540 | 2563 | 2104 | 1918 | 1680 | 1604 | 739  | 734  | 735  | 821  | 710  | 679  |

1. ↑  z toho: 4 Čechoslováci, 1584 Němců; 1520 řím. kat., 2 evang., 79 bez vyzn.
2. ↑  z toho: 617 Čechů, Moravanů a Slezanů, 47 Slováků, 1 Němec, 1 Polák; 209 řím. kat., 2 evang., 390 bez vyzn.

V Ryžovišti je evidováno 190 adres, vesměs čísla popisná (trvalé objekty). Při sčítání lidu roku 2001 zde bylo napočteno 174 domů, z toho 131 trvale obydlených.

## Příroda
Obcí protékají dva potůčky, které se na Polní ulici spojují v jeden potok (Polička). V jižní části území se nachází rybník, postavený v 70. letech, který využívají hlavně rybáři a je vyhledávaným místem k odpočinku.
V současnosti jsou v blízkosti obce registrovány dva významné krajinné prvky, a to Všivcová louka a Ryzovisko – komplex mokřadů, luk a ponechalin v pramenné oblasti Poličky. Na těchto územích se nachází mnoho druhů chráněných živočichů a rostlin.

## Pamětihodnosti
- Kostel svatého Jana Křtitele je kulturní památka ČR.[9]
- Fara, Mučedníků 51
- Městský dům Lafayettův (Mučedníků čp. 50)
- Socha P. Marie Immaculaty stojí na náměstí
- Venkovský dům na ulici Gen. Svobody 124

## Galerie

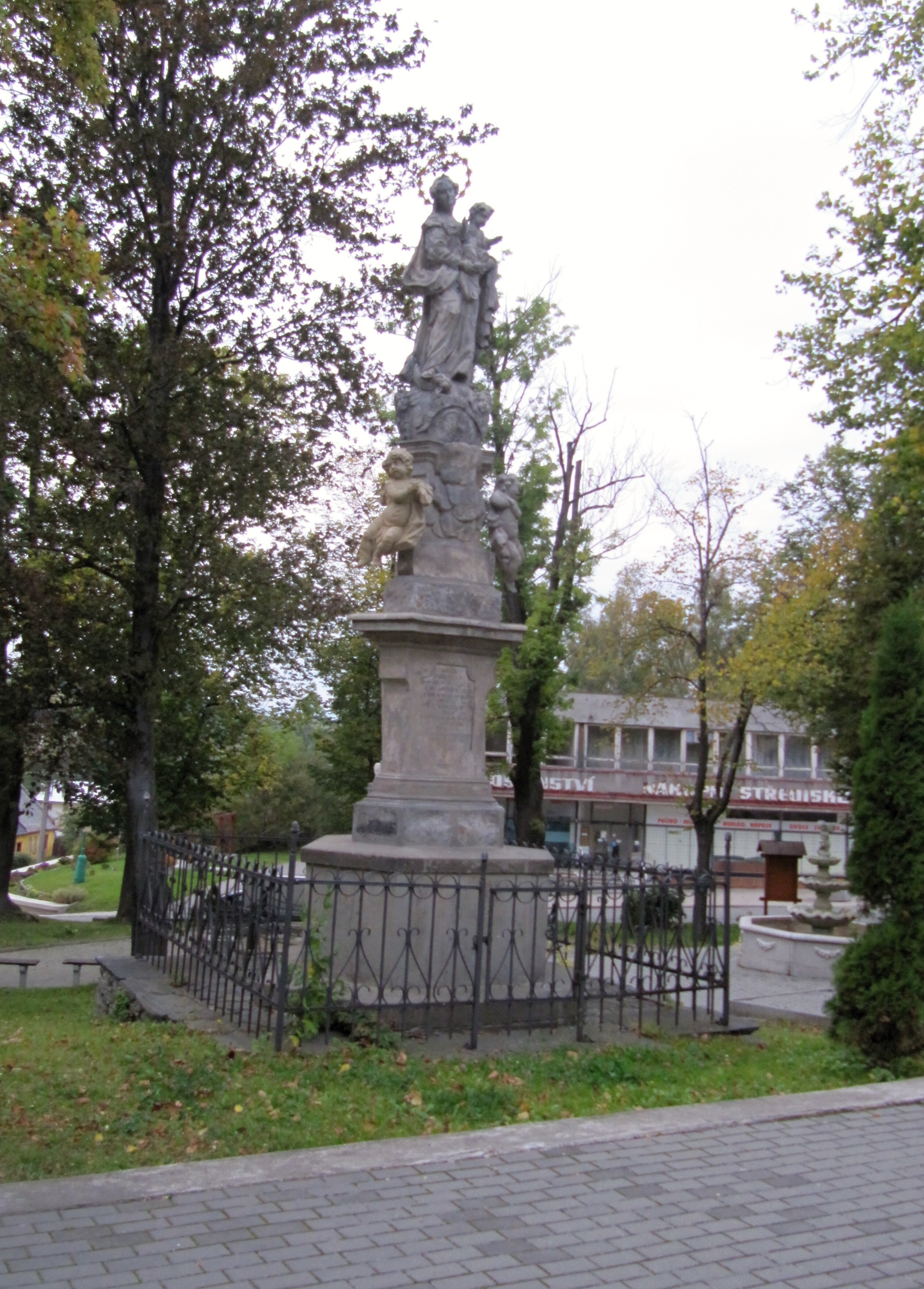
Socha Panny Marie Immaculaty
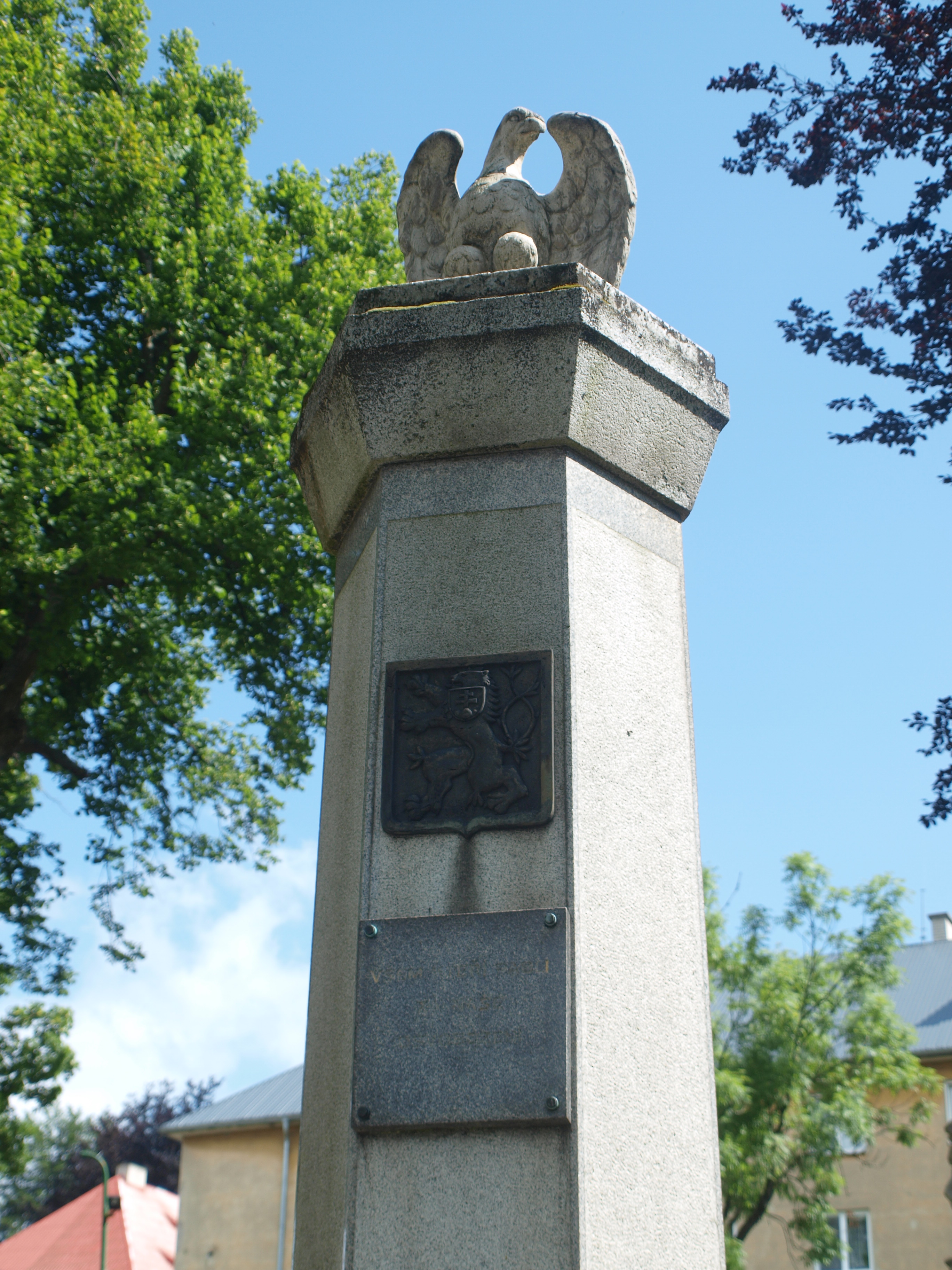
Památník osvobození
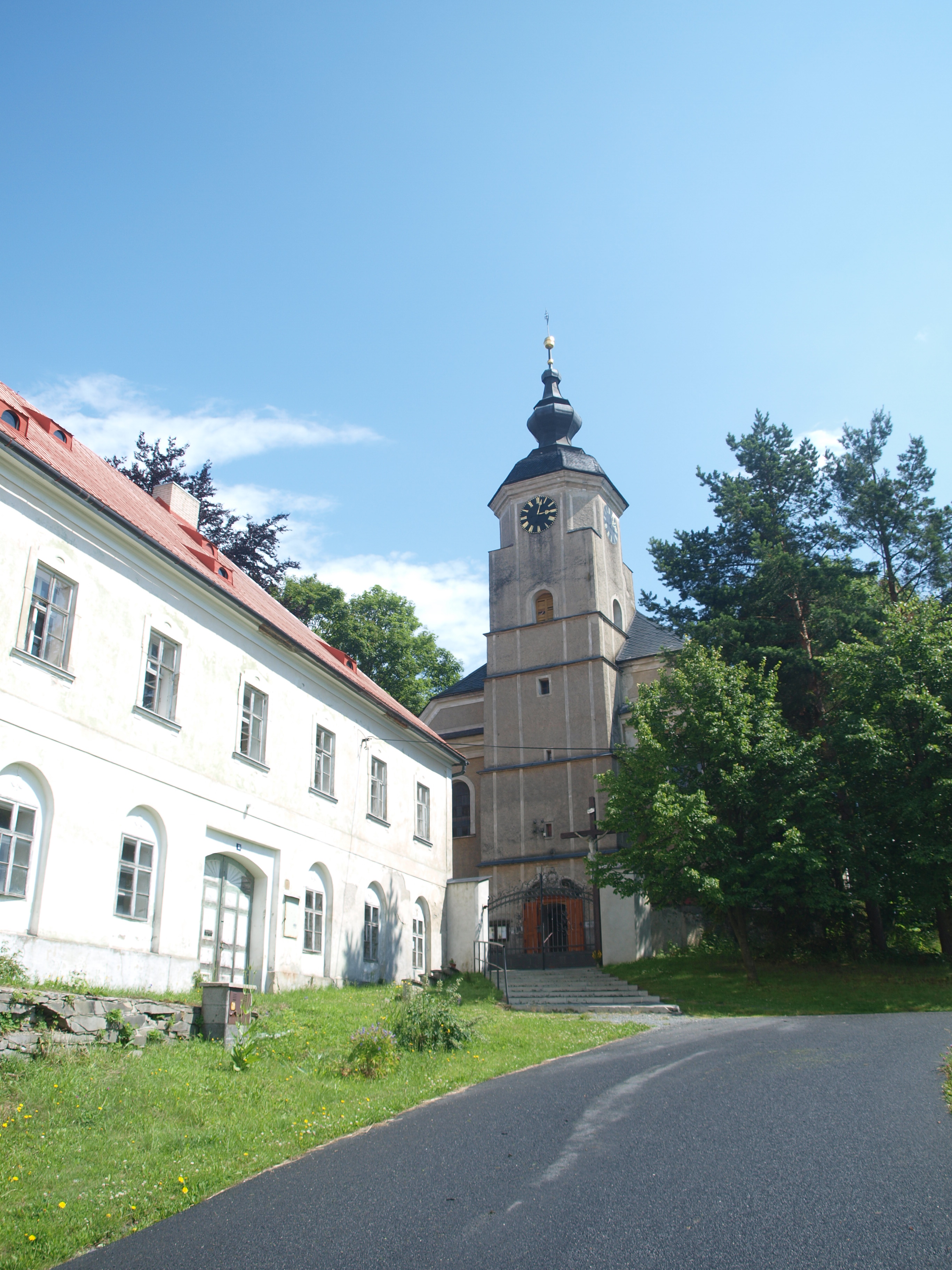
Kostel sv. Jana Křtitele
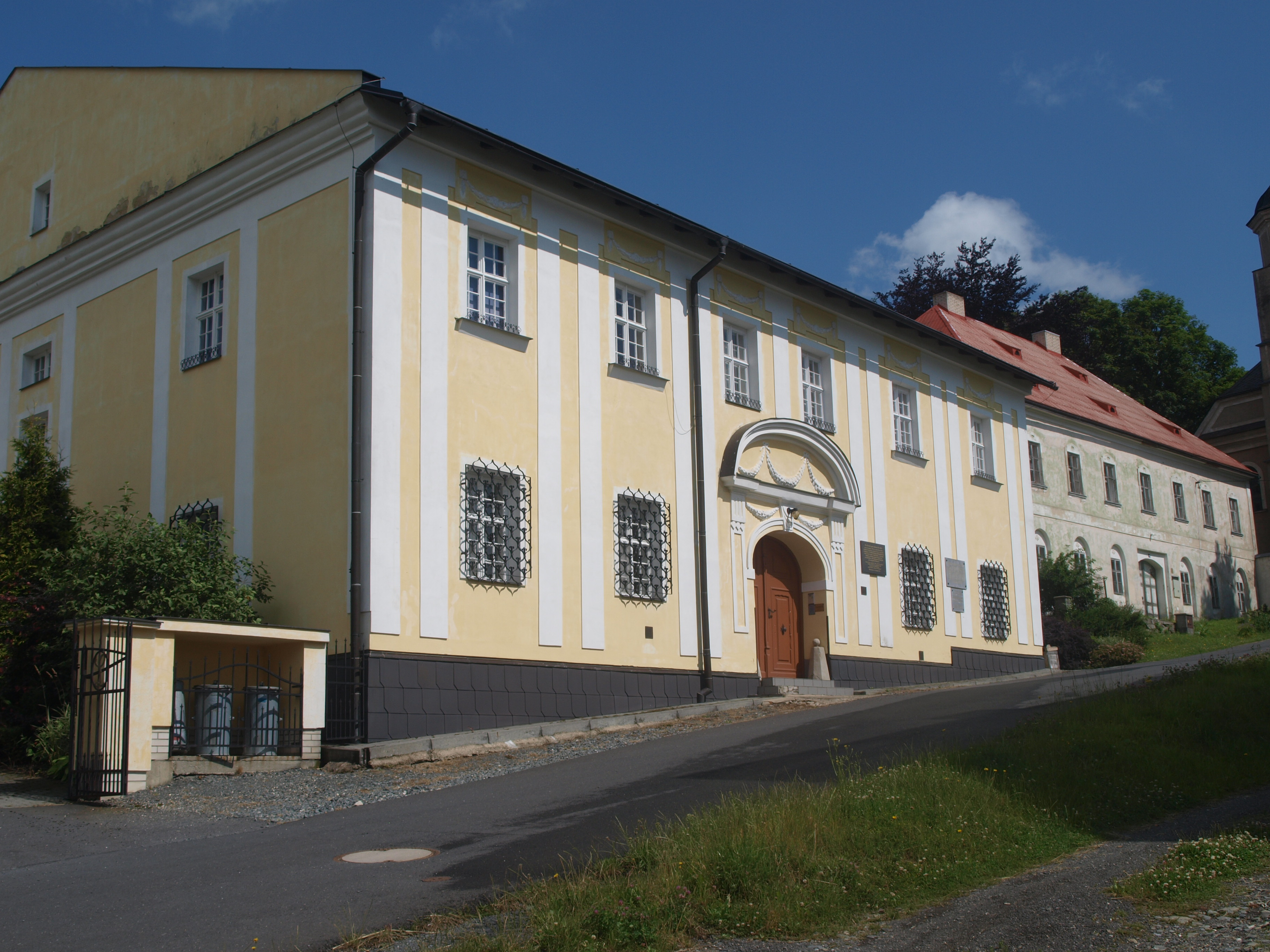
Lafayettův dům

## Rodáci a další osobnosti
- Norbert Jan Nepomucký Klein (1866–1933), katolický řeholník, 10. brněnský sídelní biskup a velmistr řádu Německých rytířů
- Stanislav Gottwald (1914-1983), český římskokatolický kněz, farář, administrátor, konsistorní rada, místoděkan děkanství Bruntál, místoděkan děkanství Valašské Klobouky, arcibiskupský rada.